# Gloria Trevi
Gloria Trevi (Monterrey, Új-León, Mexikó, 1968. február 15.), születési nevén Gloria de los Ángeles Treviño Ruiz, mexikói énekesnő, dalszövegíró, zeneszerző, színésznő, táncosnő, televíziós műsorvezető és üzletasszony. 
Több mint 30 éves karrierje során hazája legnépszerűbb előadója lett.[forrás?] Fiatal felnőtt korában rockénekesnő volt, később váltott a tánczene és a popzene felé, a 2010-es évek végére pedig már teljesen elhagyta a rockzenét, és váltott a kor divatos tánczenei műfajai felé. Ő az egyetlen mexikói énekes, akinek 1989 és 2019 között minden lemeze első helyet ért el a mexikói lemezeladási listákon.[forrás?]

## Fiatalkora
Gyermekkoráról semmit sem tudni, a média elől ezt az életszakaszát mindig eltitkolta. Annyit tudni, hogy 16 évesen elhagyta Monterreyt, és a fővárosba költözött, hogy énekesnő lehessen belőle. Tehetségét hamar felfedezték, és mivel az országban dúlt a rockzeneláz, Trevi is rocksztárrá vált, első lemeze több mint 2 millió példányban kelt el, és ez akkoriban rekordnak számított. A tinédzserek kedvenc előadója lett, bár az énekesnő is megtapasztalta a cenzúrát, ahogyan kortársa, Thalía Sodi is. Szókimondóbb rockdalait cenzúrázták a rádiók. 1996-ban bejelentette, hogy visszavonul, hogy élettársával lehessen és őt ápolhassa, mert rákot diagnosztizáltak nála.

## Börtönévek
1996-os visszavonulása után eltűnt a közönség szeme elől, senki sem tudta, hol van és mit csinál. Később kiderült, hogy ennek az volt az oka, hogy Trevi az országot is elhagyta, és Brazíliába költözött. Ott élt beteg élettársával.

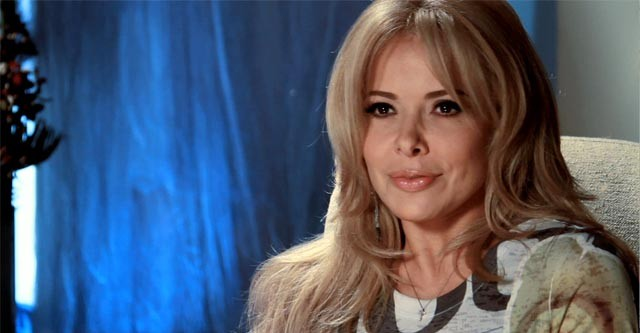
Trevi riportot ad a börtön évek után

2000-ben Rio de Janeiróban letartóztatták kiskorúak futtatásának és eladásának vádjával. A brazil rendőrségnek nem sikerült egyértelmű bizonyítékot találnia Trevi ellen, de egy szemtanú szerint Trevi részt vett a gyermekkereskedelemben. A bíró tíz év börtönre ítélte az énekesnőt, feltételes szabadlábra helyezés lehetősége nélkül. Trevi a börtönben szülte meg gyermekét. Egy DNS-teszten derült ki, hogy a gyerek az élettársától van. 2004-ben Trevi ügyét felülvizsgálták, mert sok volt benne az ellentmondás, és végül (bár a bíró meg volt győződve Glora bűnösségéről) úgy döntött az ítélőszék, hogy négy év és nyolc hónap börtönben töltött idő után szabadlábra helyezik Trevit, mert semmi bizonyíték nem állt rendelkezésre, ami bűnösségét alátámasztotta volna.

## A visszatérés

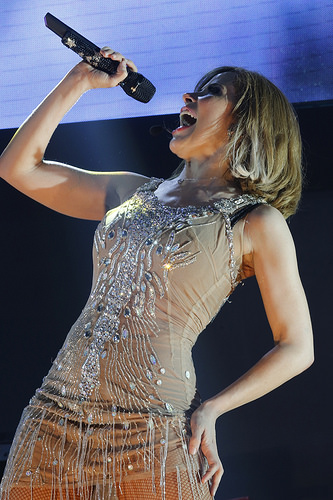
2016-os koncertjén

Gloria Trevi azonnal visszatért, amint kijött a börtönből, és már 2004-ben kiadott egy nagylemezt. A közönség örömmel fogadta őt, és egyáltalán nem érte semmilyen hátrány a börtön miatt.[forrás?] A lemezkiadók harcoltak érte, így végül 2018-ig már hat nagylemeze jelent meg, valamint számos válogatáslemeze, koncertlemeze, és több telenovella főcímdalát is ő énekelte.
Koncertjei sikeresek voltak, a slágerlistákon dalai és lemezei is mindig az első helyen végeztek.[forrás?] Korának legsikeresebb mexikói énekesnője lett[forrás?]. Börtönéveiről sosem beszélt, de a média előszeretettel emlékezteti a közönséget arra, hogy Trevi ült már börtönben.
2006-os koncertjére egyetlen nap alatt elfogytak a jegyek, 2016-os koncertje hazájának legtöbb bevételét hozott koncertje volt, amelyet nem külföldi előadó adott. 2017-ben Alejandra Guzmánnal közösen ismét tartottak egy több mint két órás nagy koncertet, ahová szintén elkeltek a jegyek már az első héten. Ezekből a koncertekből készült DVD- és CD-lemezek is nagyon hamar elérték az egy milliós eladási számot. 2017-ben Alejandra Guzmánnal közös lemezt adott ki, valamint 6 szóló kislemezt, köztük egy karácsonyi dalt, és 2019-re új nagylemezzel tért vissza. A 2010-es évek végére hazájának legjobban kereső énekesnői közé került.
Magánélete is révbe ért, hozzáment Armando Gómez ügyvédhez, és két gyermeküket nevelik. Függetlenül sikereitől és a közönség szeretetétől, Trevi úgy döntött, elhagyja hazáját, és 2010-es éveiben McAllenben, Texasban él.

## Diszkográfia
- ¿Qué Hago Aquí? (1989)
- Tu Ángel de la Guarda (1990)
- Me Siento Tan Sola (1992)
- Más Turbada Que Nunca (1994)
- Si Me Llevas Contigo (1995)
- Cómo Nace El Universo (2004)
- Una Rosa Blu (2007)
- Gloria (2011)
- De Película (2013)
- El Amor (2015)
- Versus (2017) (Közösen Alejandra Guzmánnal)

## Turnék
- Trevolución (2005–2006)
- Una Rosa Blu Tour (2009–2010)
- Gloria Tour (2011-2012)
- Agárrate Tour (2013–2014)
- De Película Tour (2014–2015)
- El Amor Tour (2015-2016)
- Versus Tour, közösen Alejandra Guzmánnal (2017)

## Fordítás
- Ez a szócikk részben vagy egészben  a   Gloria Trevi című angol Wikipédia-szócikk fordításán alapul.  Az eredeti cikk szerkesztőit annak laptörténete sorolja fel. Ez a jelzés csupán a megfogalmazás eredetét és a szerzői jogokat jelzi, nem szolgál a cikkben szereplő információk forrásmegjelöléseként.
- Ez a szócikk részben vagy egészben  a   Gloria Trevi című spanyol Wikipédia-szócikk fordításán alapul.  Az eredeti cikk szerkesztőit annak laptörténete sorolja fel. Ez a jelzés csupán a megfogalmazás eredetét és a szerzői jogokat jelzi, nem szolgál a cikkben szereplő információk forrásmegjelöléseként.